# Новоселки (Тутаевский район)
Новоселки — деревня Артемьевского сельского округа Артемьевского сельского поселения Тутаевского района Ярославской области.
Деревня находится на западе сельского поселения, к северо-западу от Тутаева. Она расположена с северной стороны от федеральной трассы Р151 Ярославль—Рыбинск на участке Тутаев — Рыбинск, между трассой и правым берегом Волги. Деревня расположена на правом берегу небольшой речки Вздериножка, в её устье. Выше по течению находятся деревня Шелково и административный центр сельского поселения деревня Емишево.
Деревня Новоселка указана на плане Генерального межевания Борисоглебского уезда 1792 года. В 1825 Борисоглебский уезд был объединён с Романовским уездом. По сведениям 1859 года деревня относилась к Романово-Борисоглебскому уезду.
На 1 января 2007 года в деревне Новоселки числилось постоянных жителей. По карте 1975 г. в деревне жило человек. Почтовое отделение, находящееся в городе Тутаев, обслуживает в деревне Новоселки дома на двух улицах: Центральная (14 домов) и Полевая (3 дома).